# One More Time – Live in Utrecht 1992
One More Time – Live in Utrecht 1992 uživo je album britanskog rock sastava Procol Haruma koji izlazi 1999.g. Ovdje se dosljedno radi o tome da ovo nije službeni album "Procol Haruma", već materijal na njemu potpisuje Gary Brookers.

## Popis pjesama
1. Bringing Home the Bacon
2. Shine On Brightly
3. Homburg
4. One More Time
5. Grand Hotel
6. Man with a Mission
7. The Devil Came from Kansas
8. Whisky Train
9. The King of Hearts
10. A Salty Dog
11. Whaling Stories
12. All Our Dreams are Sold
13. Repent Walpurgis

## Izvođači
- Matthew Fisher - orgulje
- Geoff Whitehorn - gitara
- Dave Bronze - bas-gitara
- Mark Brzezicki - bubnjevi
- Gary Brooker - pianino, vokal
- Keith Reid - tekst

## Vanjske poveznice
- ProcolHarum.com - Detalji o albumu na službenim internet stranicama Procol Haruma